# シェルドン・ウォリン
シェルドン・ウォリン（Sheldon S. Wolin, 1922年8月4日 - 2015年10月21日）は、アメリカ合衆国の政治学者。プリンストン大学名誉教授。専門は、政治思想。
シカゴ生まれ。ハーヴァード大学で博士号取得。カリフォルニア大学バークレー校教授、カリフォルニア大学サンタクルーズ校教授、プリンストン大学教授を歴任。またカリフォルニア大学ロサンゼルス校、コーネル大学、国際基督教大学で客員教授を務めた。

## 学界での実績
オバーリン大学を卒業後、1950年にハーバード大学で博士号を取得し、1760年から1785年にかけて保守主義と立憲主義に関する論文を発表した。オーバーリンで短期間教鞭をとった後、1954年から1970年までカリフォルニア大学バークレー校で政治理論を教え、ノーマン・ジェイコブソン、ジョン・H・シャー、ハンナ・ピトキン、マイケル・ロギンを学科に迎え入れて政治理論プログラムを構築した。
中心的な懸念の1つは、「政治思想の歴史が現代の政治的ジレンマと苦境の理解にどのように貢献できるか」だった。言論の自由運動で重要な役割を果たし、ジョン・シャーと共にその運動を世界に広めた。70年代から80年代にかけて、ニューヨーク・レビュー・オブ・ブックスで頻繁に出版した。また、ニューヨーク・タイムズに意見記事やレビューを書いた。1980年、マックス・パレフスキーが資金を提供した短命だが影響力のある学術誌democracy（1980-83）の創設編集者だった。プリンストン大学では、南アフリカのアパルトヘイトを支援する企業への基金投資から撤退するよう大学の理事に求める決議を可決するという教員の取り組みを成功させた。
1970年の秋にバークレーを離れ、カリフォルニア大学サンタクルーズ校に移り、1972年の春まで教鞭をとった。1973年から1987年まで、プリンストン大学で政治学の教授を務めた。英米で分野を牽引するPolitical Theoryを含む、多くの学術誌の編集委員会のメンバーを務めた。平和部隊、American Council of Learned Sociities、米国社会科学研究会議など、さまざまな学術誌、財団、公的機関の顧問を務めた。法政治哲学協会の会長も務めた。

## 受賞
- ロックフェラー財団フェロー

- American Council of Learned Societies Fellow
- スタンフォード大学行動科学高等研究センター・フェロー
- グッゲンハイム・フェロー
- フルブライト・フェロー
- クラーク図書館フェロー（UCLA）
- the National Foundation for the Humanities 会員
- アメリカ芸術科学アカデミー会員
- Christian Gauss Lectures
- 2006年　David and Elaine Spitz Prize賞　『政治とビジョン』で受賞
- 1985年　リッピンコット賞　1960年版の『政治とビジョン：西洋政治思想における継続性と革新」で受賞
- 2003年　デビッド・イーストン賞　「Tocqueville Between Two Worlds』で受賞
- 2008年　Lannan Award for an "Especially Notable" Book　『Democracy Incorporated: Managed Democracy and the Specter of Inverted Totalitarianism』で受賞

## 著書

### 単著
- Politics and Vision: Continuity and Innovation in Western Political Thought, (Little, Brown, 1960, Expanded ed. 2004).

尾形典男・福田歓一・佐々木武・有賀弘・佐々木毅・半澤孝麿・田中治男訳『西欧政治思想史（1 - 5）』（福村出版, 1975年-1983年／新装版, 1994年）
尾形典男・福田歓一・佐々木武・有賀弘・佐々木毅・半澤孝麿・田中治男訳『政治とヴィジョン』（福村出版, 2007年）
- Hobbes and the Epic Tradition of Political Theory, (William Andrews Clark Memorial Library, University of California, Los Angeles, 1970).

市川太一訳『ホッブズと政治理論の叙事詩的伝統』（未來社, 1979年）
- 『政治学批判』（千葉眞・中村孝文・斎藤眞編訳, みすず書房, 1988年）
- The Presence of the Past: Essays on the State and the Constitution, (Johns Hopkins University Press, 1989).

千葉眞・斎藤眞・山岡龍一・木部尚志訳『アメリカ憲法の呪縛』（みすず書房, 2006年）
- Tocqueville between Two Worlds: the Making of a Political and Theoretical Life, (Princeton University Press, 2001).

### 共編著
- The Berkeley Student Revolt: Facts and Interpretations, co-edited with Seymour Martin Lipset, (Anchor Books, 1965).